# グスタフ・マイリンク

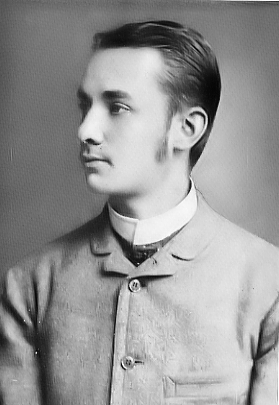
グスタフ・マイリンク、1896年頃

グスタフ・マイリンク（Gustav Meyrink、1868年1月19日 - 1932年12月4日）は、オーストリアの小説家。本名グスタフ・マイヤー(Gustav Meyer)。
カバラや錬金術、占星術、神智学など種々の神秘思想から影響を受け、E.T.A.ホフマンやエドガー・アラン・ポーの流れを汲む幻想小説を発表した。主著に『ドイツ俗物の魔笛』、『ゴーレム』、『緑の顔』など。

## 生涯
バイエルンの宮廷付き女優マリーア・マイヤーの庶子としてウィーンに生まれる。母は当時27歳で出産は旅行中の出来事である。父はヴュルテンベルク王国の国務大臣カール・フォン・ファルンビューラーで、このとき59歳であった。マイリンクは1874年よりミュンヘンの小学校などに通い、1881年からは2年間ハンブルクの高校に、1883年から1888年まではプラハのギムナジウムに通った。商科大学時代より神秘主義的なグループと交際を持ち始め、1891年には神知論的な集会所「青い星」をプラハに設立している。大学卒業後はプラハでマイヤー・ウント・モルゲンシュテルン銀行を知人との共同出資によって設立、銀行家として働き始めた。1892年、ヘートヴィヒ・マリーア・ツェルトルと結婚。しかし結婚生活はすぐに破綻し、マイリンクは離婚を希望して努力したもののなかなか妻の同意が得られなかった。
1902年、詐欺の嫌疑を受けて刑事裁判で拘留される。2ヶ月後に釈放されたものの事業仲間の離反を受け、銀行は閉鎖せざるを得なくなった。この前後、マイリンクは作家オスカール・A・H・シュミッツと面識を持ったことをきっかけに小説を書き始めており、以降は作家グスタフ・マイリンクとして『ジンプリチスムス』誌などに作品を発表するようになった。1904年より2年ほどウィーンに住み、ここで雑誌『デア・リーベ・アウグスティーン』を編集、シュミッツやマックス・ブロートなどに協力を求めた。またウィーン時代にはペーター・アルテンベルクやエゴン・フリーデルなどと親交を持ったほか、博学者フリードリヒ・エックシュタインと知り合いその広範な知識から多大な影響を受けている。1905年からはモントルーやミュンヘンなど各地を転々とする生活を送った。1906年、長年親しくしていたハンブルクの女優フィロメーナ・ベルントと再婚、のち彼女との間に二子をもうけた。第一次世界大戦なかばに代表作『ゴーレム』や『緑の顔』を発表。これらの成功によって経済的に余裕ができ、1920年にミュンヘン南方のシュタルンベルク湖畔に転居、その死までこの地に住んだ。シュタルンベルク時代にはミュンヘンのカフェに入り浸り、フランク・ヴェーデキントやハインリヒ・マンと親交を持っていた。のち経済的に窮乏してからはディッケンズやキプリングの翻訳も手がけている。
マイリンクは長年にわたって様々な信仰団体や神秘主義者のグループと接触を保っており、それらの団体から特別の呼称や称号も与えられていたことがわかっている。ブラヴァツキー夫人、アニー・ベサントらの著作にも興味を持ち、ルドルフ・シュタイナーとも面識があった。

## 日本語訳
- 『ゴーレム』（今村孝訳、河出書房新社） 1973、のち新版 1978、のち再版 1990、のち白水Uブックス 2014
- 『緑の顔』（佐藤恵三訳、創土社） 1974
- 『西の窓の天使』上・下（佐藤恵三,竹内節訳、国書刊行会、世界幻想文学大系38） 1985
- 『ナペルス枢機卿』（ホルヘ・ルイス・ボルヘス編、種村季弘訳、国書刊行会、バベルの図書館12） 1989
『怪奇・幻想・綺想文学集 種村季弘翻訳集成』（国書刊行会） 2012に収録
- 『ワルプルギスの夜　マイリンク幻想小説集』（垂野創一郎訳、国書刊行会） 2017

## 著作
- Der heiße Soldat und andere Geschichten, Albert Langen, München 1903
- Orchideen. Sonderbare Geschichten, Albert Langen, München 1904
- Wachsfigurenkabinett. Sonderbare Geschichten. Mit Buchschmuck von Andre Lambert, Langen, München 1907
- Komödien (zus. mit Roda Roda): Bubi. Lustspiel in drei Akten / Die Sklavin aus Rhodus (nach dem Eunuchus des Publius Terentius Afer, mit einem Vorwort von Wilhelm Klein) / Der Sanitätsrat, Schuster & Loeffler, Berlin 1912
- Schloemp, Felix (Hg.): Das Gespensterbuch. Mit einem Vorwort v. Gustav Meyrink und Bildern von Paul Scheurich (Mit Beiträgen von E. Lytton-Bulwer, P. Mille, E. T. A. Hoffmann, G. de Maupassant, Merimee, H. H. Ewers, R. Kipling, E. A. Poe, G. Meyrink, K. H. Strobl, N. Gogol), Georg Müller, München 1913
- Des deutschen Spießers Wunderhorn. Gesammelte Novellen, 3 Bände, Langen, München 1913
- Die Uhr. Ein Spiel in zwei Akten (zus. mit Roda Roda), Schuster & Loeffler, Berlin 1914
- Der Golem. Roman. Mit acht Lithographien von Hugo Steiner-Prag, Kurt Wolff, Leipzig 1916
- Das grüne Gesicht. Roman (mit der Figur Chidher Grün), Kurt Wolff, Leipzig 1916
- Fledermäuse. Sieben Geschichten, Kurt Wolff, Leipzig 1916
- Walpurgisnacht. Phantastischer Roman, Kurt Wolff, Leipzig 1917
- Gesammelte Werke, 6 Bände, Kurt Wolff, Leipzig 1917
- Der weiße Dominikaner. Aus dem Tagebuch eines Unsichtbaren. Roman, Rikola Verlag, Wien 1921
- Der violette Tod und andere Novellen, Reclam (RUB 6311), Leipzig o. J. (1922)
- An der Grenze des Jenseits (Essay), Dürr & Weber (Zellenbücherei 65), Leipzig 1923
- Meister Leonhard, Hyperion (Minibuch), München 1925
- Goldmachergeschichten, August Scherl Verlag, Berlin 1925
- Der Engel vom westlichen Fenster. Roman. Mit einem Kupferstich von John Dee, Grethlein & Co., Leipzig 1927
- Das Haus zur letzten Latern. Nachgelassenes und Verstreutes, hg. v. Eduard Frank, Langen Müller, München 1973
- Fledermäuse. Erzählungen, Fragmente, Aufsätze, hg. (und mit einem Nachwort) v. Eduard Frank, Langen Müller, München 1981